# Lael Brainard

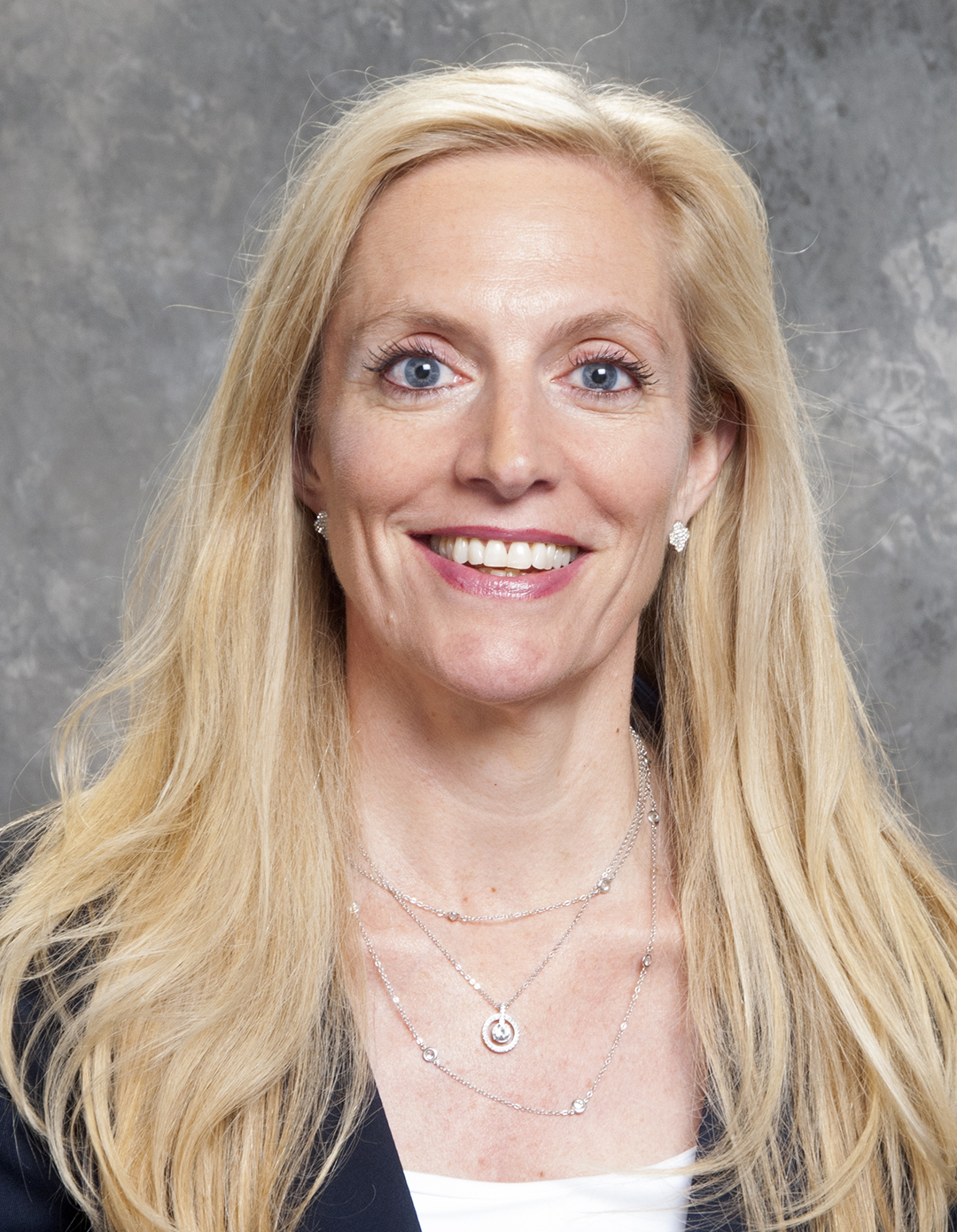
Lael Brainard (2014)

Lael Brainard (* 1. Januar 1962 in Hamburg) ist eine US-amerikanische Ökonomin, die 
von 2014 bis Februar 2023 Mitglied des Board of Governors des Federal Reserve System war. Von 2010 bis 2013 diente sie in der Regierung Obama als Undersecretary of the Treasury for International Affairs (Staatssekretärin für internationale Angelegenheiten im US-Finanzministerium).

## Kindheit, Jugend und Ausbildung
Die Tochter des US-amerikanischen Diplomaten und Beamten im US-Außenministerium Alfred Brainard wurde in Hamburg geboren und wuchs in der BRD und in Polen auf. Sie studierte an der Wesleyan University Sozialwissenschaften und graduierte 1983 mit einem B.A. Anschließend besuchte sie als National Science Foundation Fellow die Harvard University, wo sie ihren Master und 1989 ihren Doktor in Wirtschaftswissenschaft erwarb.

## Berufliche Laufbahn
Brainard begann ihre Karriere als Unternehmensberaterin bei McKinsey & Company. Von 1990 bis 1996 war sie als Assistant Professor und außerordentliche Professorin für Angewandte Wirtschaftswissenschaften an der Sloan School of Management des Massachusetts Institute of Technology tätig. Von 2001 bis 2009 arbeitete Brainard als Professorin und Senior Fellow an der Brookings Institution, wo sie Vizepräsidentin und Gründungsdirektorin des von ihr mit aufgebauten, 2006 gegründeten Forschungsprogramms Global Economy and Development war, das sich den globalen wirtschaftlichen Herausforderungen widmet.

### Weißes Haus
Ab 1997 war sie in der Regierung Clinton als Beraterin für nationale Wirtschaftsfragen sowie als persönliche Repräsentantin Präsident Clintons für die G7 und G8 und tätig. In dieser Position war sie für die Vorbereitung der USA auf den Beitritt Chinas in die Welthandelsorganisation im Jahr 2001 verantwortlich. Brainard begleitete Präsident Clinton bei Reisen nach China, Lateinamerika, nach Großbritannien sowie zum Amerika-Gipfel in Miami. Beim G8-Gipfel im Jahr 2000 wirkte sie als Repräsentantin der USA daran mit, dass erstmals auch die Staatsführer der ärmsten Länder der Welt am Gipfel teilnahmen, und unterstützte die Gründung des Global Fund to Fight AIDS, Tuberculosis and Malaria.
Von 2001 bis 2008 arbeitete sie als Stellvertretende Direktorin des National Economic Council der USA am Aufbau einer neuen Organisation im Weißen Haus mit, die sich mit globalen wirtschaftliche Herausforderungen wie der Finanzkrise in Asien und dem Beitritt Chinas zur Welthandelsorganisation befasst. Im Februar 2023 wurde vermeldet, dass Brainard von US-Präsident Joe Biden zur Direktorin des National Economic Council ernannt wurde.

### Finanzministerium

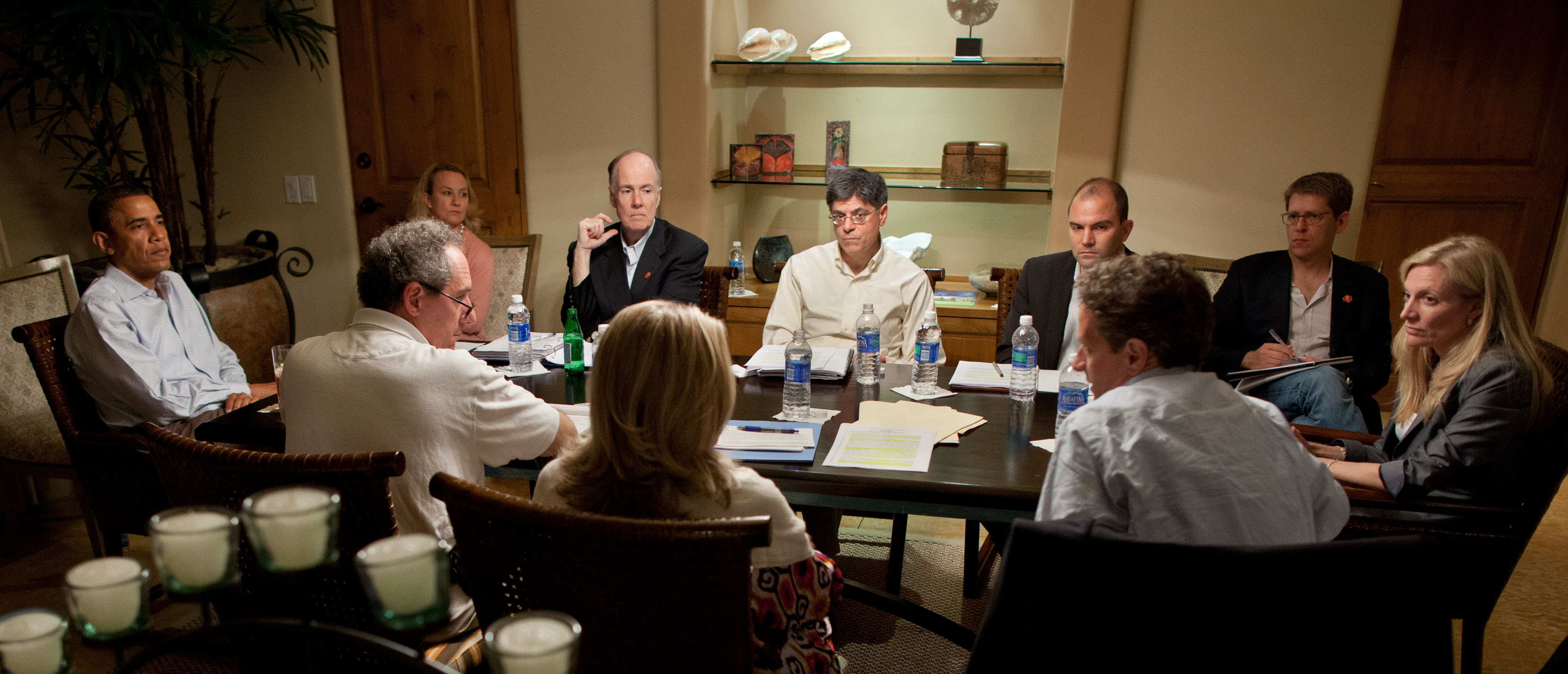
Brainard (ganz rechts) bei einem Briefing für Präsident Obama vor dem G20-Gipfel 2012 in Los Cabos

Präsident Obama nominierte Brainard im März 2009 als Staatssekretärin für internationale Angelegenheiten im Finanzministerium, am 20. April 2010 wurde sie vereidigt. Reuters News Service meinte im Zusammenhang mit ihrer Nominierung an, dass Brainard damit die internationale Spitzendiplomatin im Finanzministerium wäre und eine Schlüsselrolle dabei hätte, China in Richtung einer Währung mit einem flexiblen Wechselkurssystem zu drängen. Im Finanzministerium leitete Brainard das Büro für internationale Angelegenheiten. Zu ihrem Verantwortungsbereich gehörten u. a. die Eurokrise sowie die Währungsbeziehungen mit China. In dieser Funktion übte sie Druck auf China aus, zu einem flexiblen Wechselkurssystem überzugehen, und drängte die EU während der Eurokrise zu stärkeren wirtschaftlichen Rettungsplänen. Außerdem nahm sie als Repräsentantin der USA an den G20-Treffen der Finanzminister, an den G7-Treffen und an Weltbank-Treffen teil und war Mitglied im Financial Stability Board.
Im November 2013 trat sie von ihrem Amt zurück, begleitet von Gerüchten über eine mögliche Nominierung in das Board of Governors des Federal Reserve Systems (Zentralbank).

### Federal Reserve

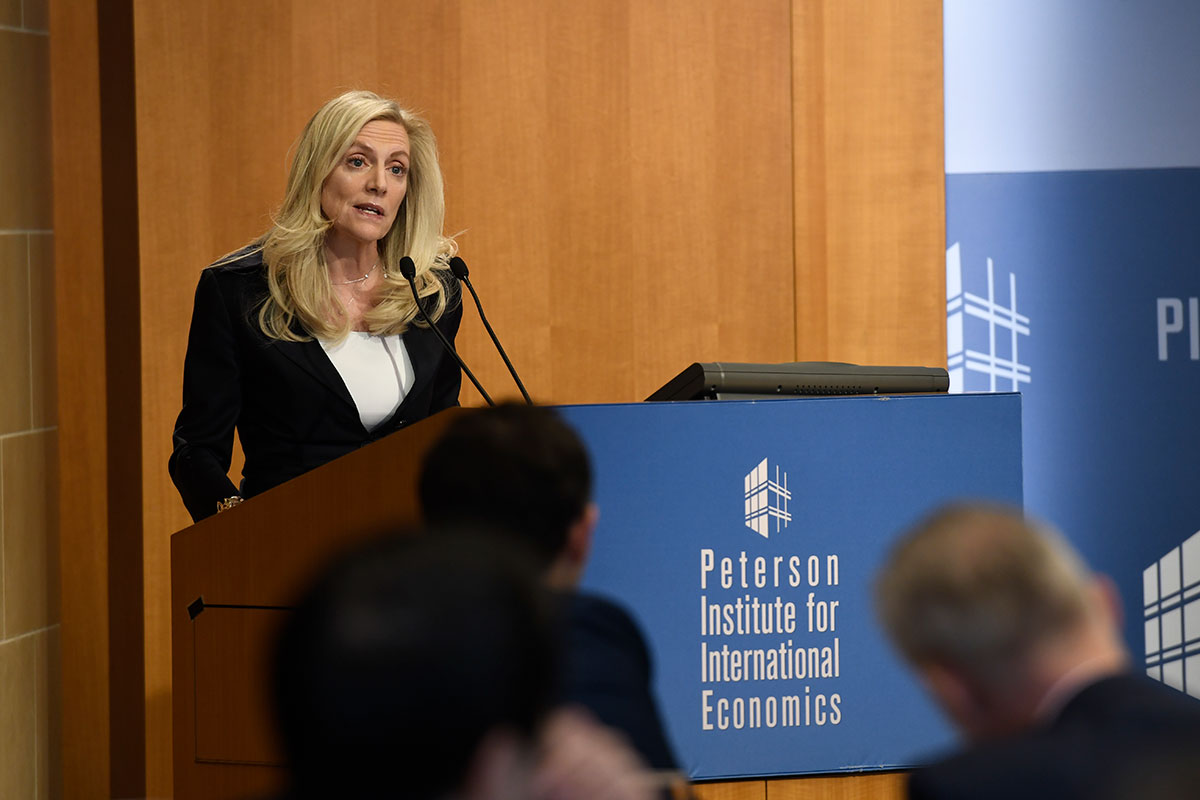
Brainard 2018 bei einer Rede am Peterson Institute

Nach dem Rücktritt von Elizabeth Ashburn Duke wurde Brainard im Januar 2014 von Präsident Barack Obama für den Vorstand der Federal Reserve, das Board of Governors, nominiert. Sie trat ihre 14-jährige Amtszeit am 16. Juni 2014 an. Brainard ist Vorsitzende des Committee on Board Affairs, des Comittee on Financial Stability, des Committee on Federal Reserve Bank Affairs und des Committee on Payments, Clearing and Settlements sowie Mitglied des Committee on Consumer and Community Affairs, des Committee on Supervision and Regulation und des Subcommittee on Smaller Regional and Community Banking.
Als einzige Demokratin des siebenköpfigen Gremiums vertritt Brainard oft Einzelpositionen. So stimmte sie 2019 dagegen, dass Großbanken von schärferen Regulierungsmaßnahmen in der Folge der internationalen Finanzkrise ausgenommen würden. Sie setzt sich für eine lockere Geldpolitik, für eine strengere Finanzregulierung und für höhere Eigenkapitalstandards für Banken ein.
Im November 2021 wurde sie von Präsident Biden zur stellvertretenden Vorsitzenden des Vorstands der Federal Reserve nominiert.

## Auszeichnungen
Für ihre Dienste im Finanzministerium wurde Brainard mit dem Alexander Hamilton Award geehrt. 2019 wurde sie mit einer Harvard Centennial Medal und dem New York Association of Business Economics William F. Butler Award in 2019.

## Veröffentlichungen
Brainard ist Mitherausgeberin von Climate Change and Global Poverty: A Billion Lives in the Balance (2009), Too Poor For Peace? (2007) und Offshoring White Collar Work (2006). Sie ist Herausgeberin von Transforming the Development Landscape: the Role of the Private Sector (2006) und Security by Other Means: Foreign Assistance, Global Poverty and American Leadership (2006) sowie Co-Autorin von The Other War: Global Poverty and the Millennium Challenge Corporation (2004).